# Vla

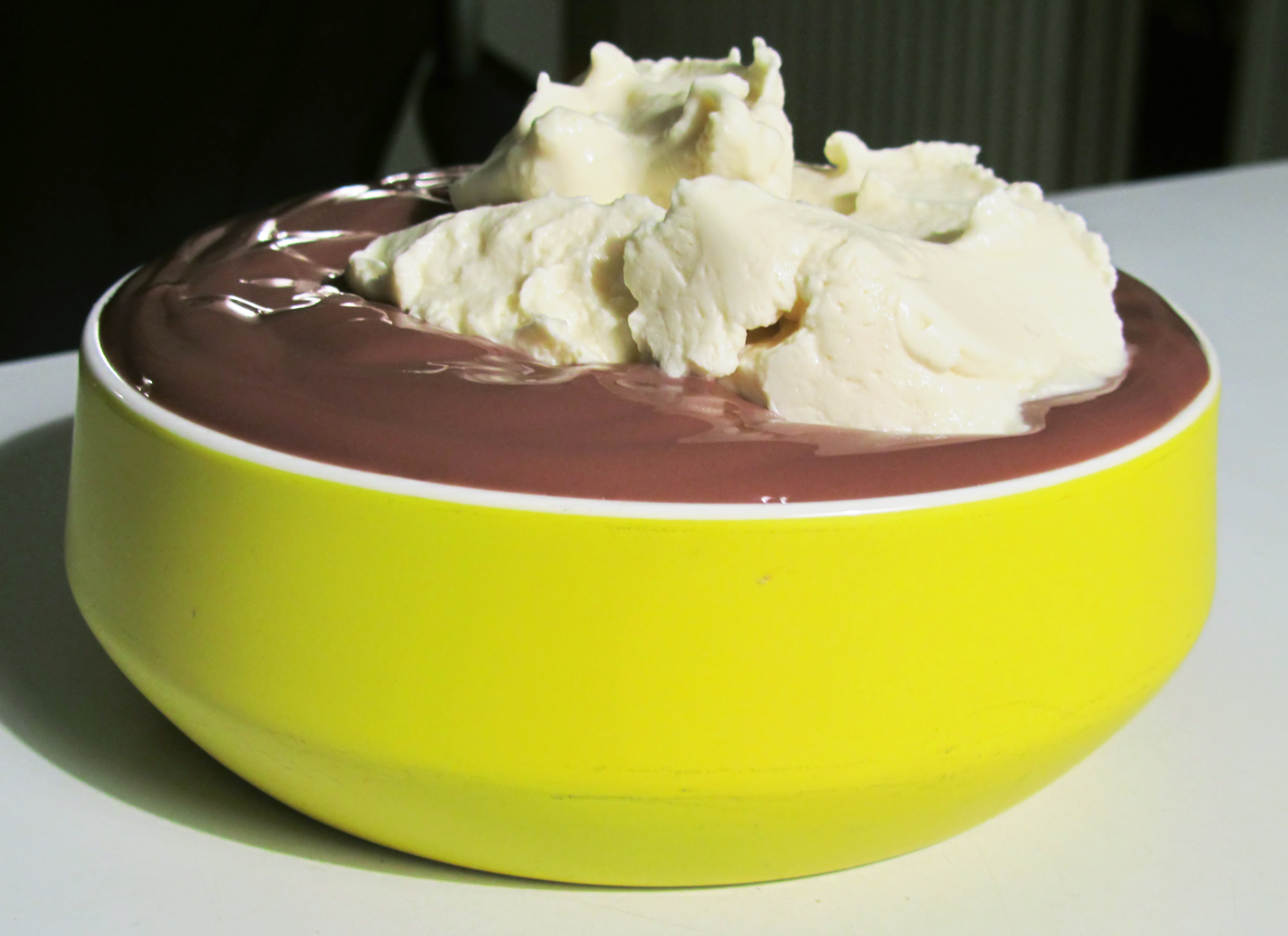
Czekoladowe vla z bitą śmietaną.

Vla – holenderski deser mleczny, odmiana kisielu mlecznego. Vla pierwotnie było wytwarzane poprzez gotowanie mleka z żółtkami, jednakże teraz używa się skrobi kukurydzianej i innych substancji zagęszczających zamiast jajek.
Vla jest słodzone i występuje w różnych smakach, jak czekoladowy, waniliowy, karmelowy czy bananowy. Niektóre vla występują tylko sezonowo, np. na jesieni sprzedaje się vla gruszkowe, a podczas Dnia Króla (holenderskie święto narodowe) specjalne vla pomarańczowe.